# St. Nikolaus (Bach)

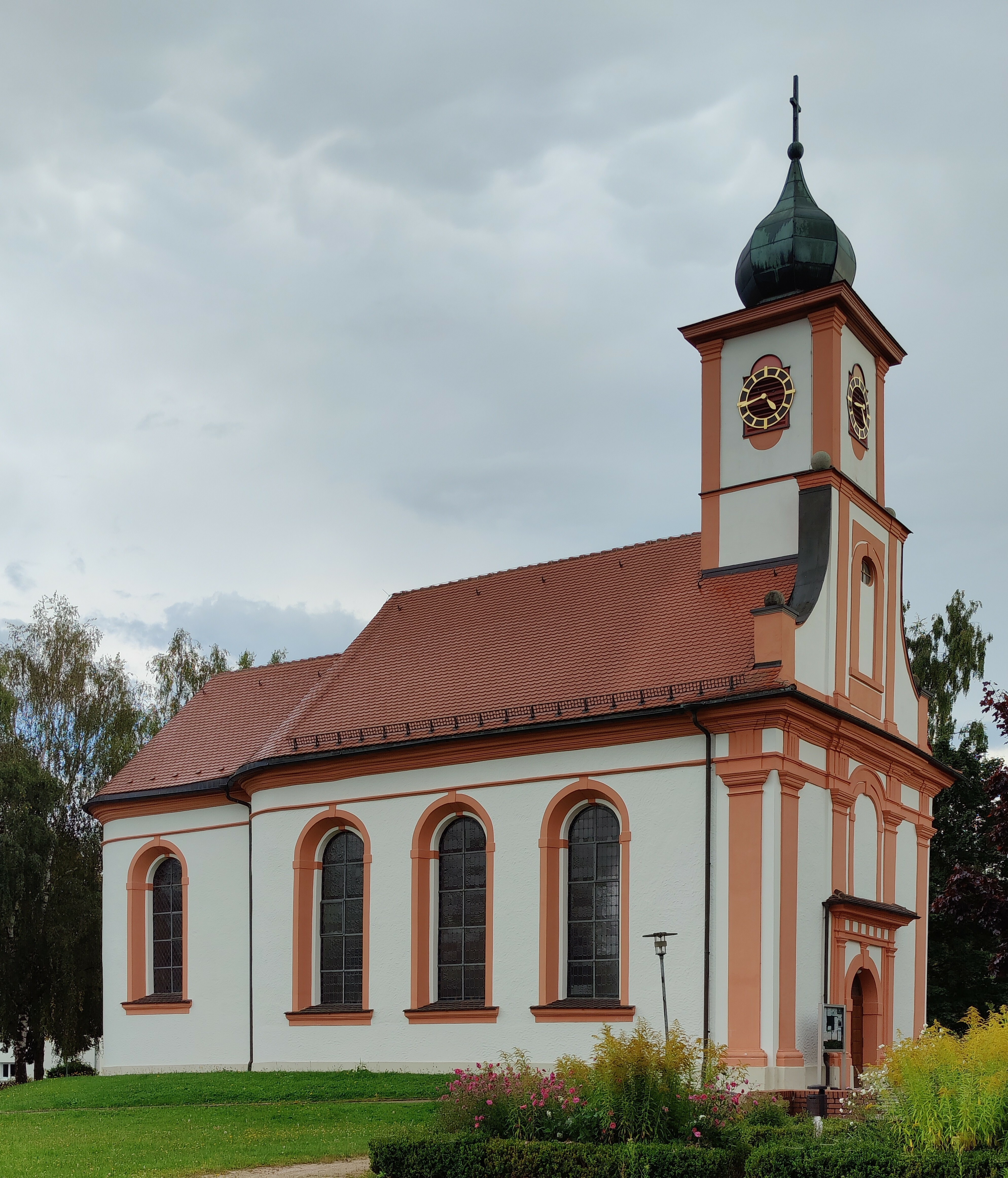
St. Nikolaus in Bach

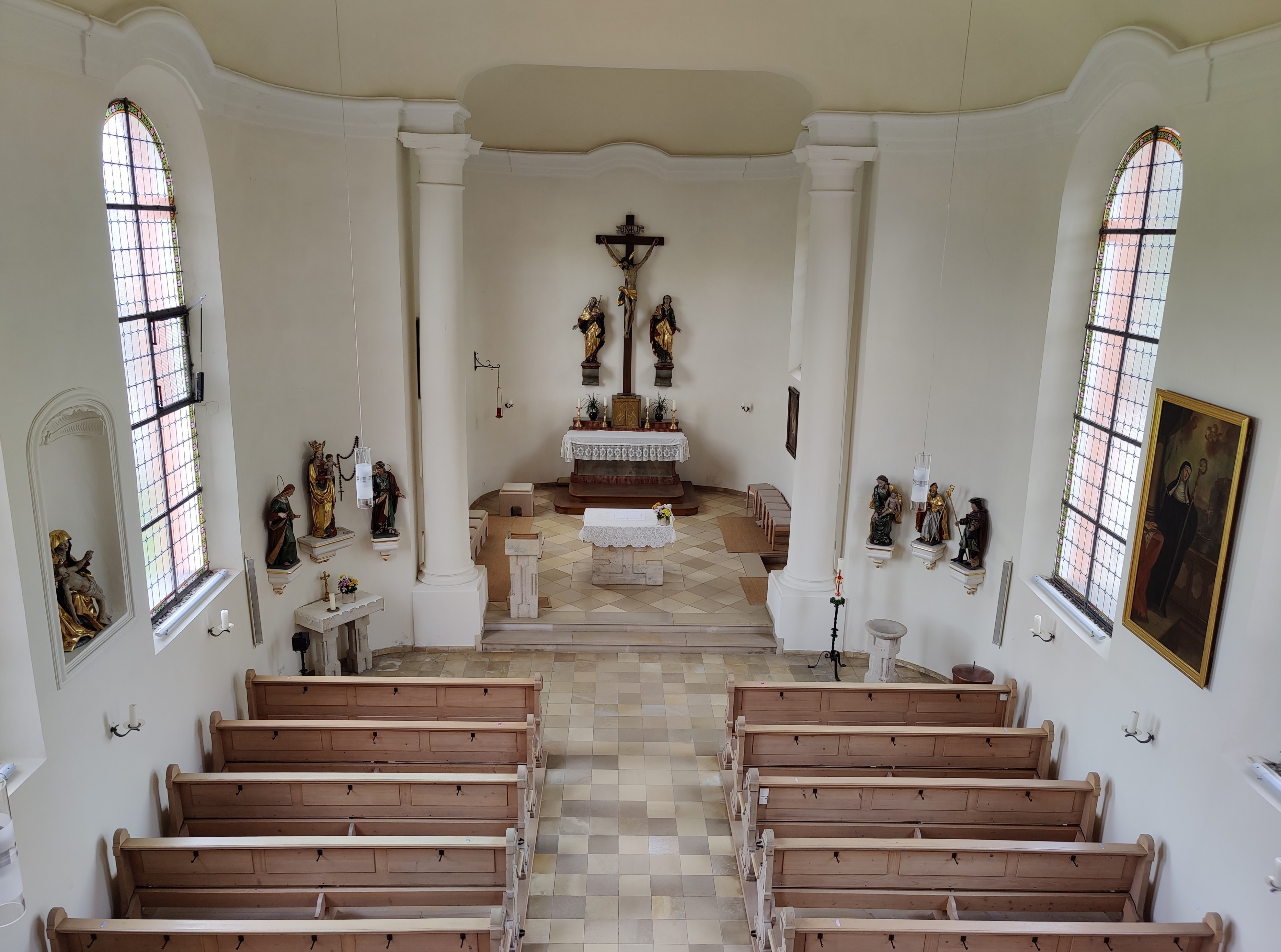
Innenraum (2021)

Die römisch-katholische Pfarrkirche St. Nikolaus steht in
Bach, einem Gemeindeteil von Erbach im Alb-Donau-Kreis in Baden-Württemberg. Die Kirche gehört zum Dekanat Ehingen-Ulm der Diözese Rottenburg-Stuttgart. Sie ist beim Landesamt für Denkmalpflege Baden-Württemberg als Baudenkmal eingetragen.

## Beschreibung
Die Saalkirche wurde 1771 anstelle des 1756 abgebrochenen Schlosses und der Burgkapelle erbaut. Sie besteht aus einem Langhaus mit abgerundeten Ecken zum östlichen Chor, der ebenfalls abgerundete Ecken im Osten hat. Über der mit Pilastern gegliederten Fassade im Westen, in der sich das Portal befindet, erhebt sich seit 1886 der Kirchturm, dessen oberstes Geschoss die Turmuhr und den Glockenstuhl beherbergt. Hier hängen drei Kirchenglocken: 
- die Nikolausglocke ist die größte, sie stammt aus dem Jahr 1965
- die mittlere aus dem Jahr 1748 ist mit verschiedenen Heiligenbildern verziert
- die kleinste aus dem Jahr 1476 ist das Sterbeglöcklein

Die Zwiebelhaube auf dem Turm wurde erst 1935 aufgesetzt. 

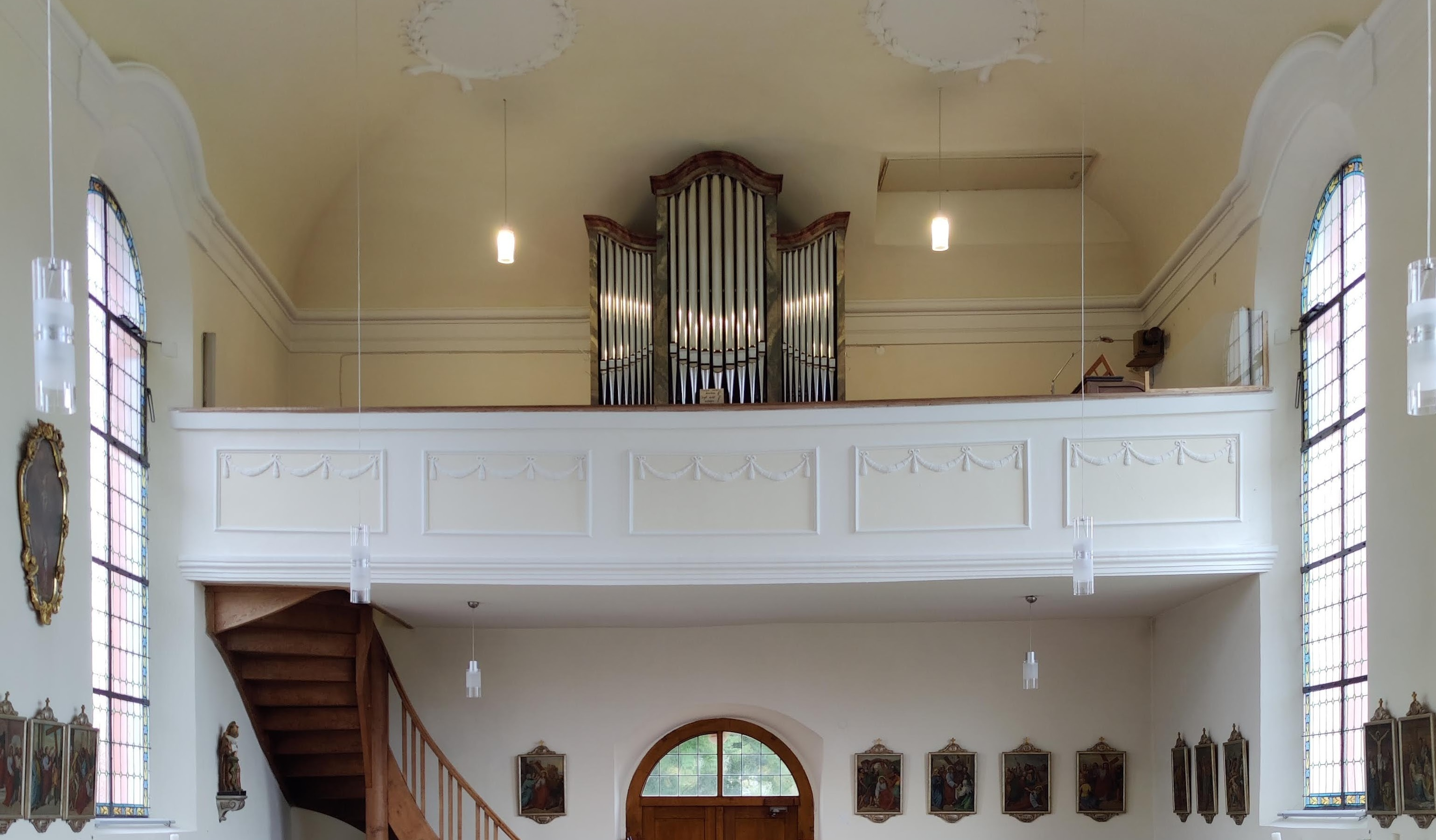
Orgel

Der Innenraum des Langhauses ist mit einer Flachdecke überspannt. Die Kirchenausstattung ist abgesehen von spätgotischen Statuen klassizistisch. 
Die Orgel wurde 1906 von Albert Reiser als sein Meisterstück gebaut, 1907 in St. Nikolaus aufgestellt, 1957 vom Erbauer um zwei Register erweitert und 2015 von Eduard Wiedenmann überholt. Hierbei wurden die nach dem Ersten Weltkrieg als Ersatz für beschlagnahmte Zinnpfeifen eingebauten Pfeifen aus Zink wieder durch Orgelpfeifen aus Zinn ersetzt. Die Orgel umfasst sechs Register auf einem Manual und Pedal.